# Альфонс Бо де Роша
Альфонс Бо де Роша (фр. Alphonse Eugène Beau de Rochas) (нар. 9 квітня 1815, Дінь-ле-Бен, Альпи Верхнього Провансу, Франція — пом. 27 березня 1893) — французький інженер.

## Життєпис
Альфонс Бо де Роша народився у містечку Дінь-ле-Бен. Вивчав теоретичні та практичні аспекти роботи парових машин, пізніше — двигунів внутрішнього згоряння. Розробив теоретичні принципи роботи чотиритактного двигуна внутрішнього згоряння, найголовніше — стиснення робочої суміші перед запалюванням. Автор книги під назвою «Дослідження практичних умов використання тепла як основної сили руху», що вийшла у Парижі в 1863 році.
У 1862 році Бо де Роша отримав патент на двигун, робота якого була побудована на описаних ним принципах. Однак через фінансову скруту, що перешкодили інженеру сплатити мито за оформлення патенту, він його втратив. Відсутність належної матеріальної бази завадила Бо де Рошу розкрити свій потенціал, і він помер у бідності, забутий усіма.